# تیم ملی فوتبال کاستاریکا
تیم ملی فوتبال کاستاریکا نمایندهٔ کشور کاستاریکا در مسابقات بین‌المللی است که زیر نظر فدراسیون فوتبال کاستاریکا فعالیت می‌کند.
اولین بازی رسمی این تیم در تاریخ ۱۴ سپتامبر ۱۹۲۱ میلادی در برابر تیم ملی فوتبال السالوادور برگزار شده‌است.